# فهرست زنان هنرمند ایرانی
این فهرست دربردارنده نام زنان هنرمند زاده ایران یا زنان هنرمندی است که کارهای هنری‌شان با این کشور در ارتباط است.

## الف
- گلنار ادیلی (زاده ۱۹۷۶)، هنرمند ساکن بروکلین، نیویورک[۱]
- فاطمه امدادیان (زاده ۱۹۵۵)، مجسمه‌ساز

## ب
- نائیری باغرامیان (زاده ۱۹۷۱)، هنرمند ساکن برلین
- سونیا بالاسانیان (زاده ۱۹۴۲)، در نیویورک آمریکا و ایروان ارمنستان کار می‌کند.

## ج
- پوران جین‌چی (زاده ۱۹۵۹)، خوشنویس، نقاش، مجسمه‌ساز، از دهه ۱۹۹۰ در نیویورک فعال است

## ح
- ترانه همامی (زاده ۱۹۶۰)، هنرمند تجسمی مستقر در منطقه خلیج سان فرانسیسکو[۲]
- سوره حرا (زاده ۱۹۷۳)، عکاس، هنرمند، متولد تهران
- منصوره حسینی (۲۰۱۲–۱۹۲۶))، هنرمند معاصر

## د
- ایران درودی (زاده ۱۹۳۶)، هنرمند معاصر

## ر
- سارا رهبر (زاده ۱۹۷۶)، هنرمند معاصر رسانه‌های ترکیبی، ساکن نیویورک
- پانته‌آ رحمانی (زاده ۱۹۷۱)، هنرمند معاصر
- پری روان (زاده ۱۹۴۲)، نقاش

## ز
- مریم زندی (زاده ۱۹۴۶)، عکاس[۳]

## ش
- بهجت صدر (۱۹۲۴–۲۰۰۹)، نقاش امپرسیونیستی
- شیرانا شهبازی (زاده ۱۹۷۴)، عکاس، هنرمند چیدمان، ساکن سوئیس
- منیر شاهرودی فرمانفرمائیان (۱۹۲۲–۱۹۲۲)، مجسمه‌ساز، نقاش، طراح منسوجات

## ع
- شیرین عابدینی‌راد (زاده ۱۹۸۶) هنرمند چیدمان و هنرهای تصویری
- شیرین علی‌آبادی (۱۹۷۳–۲۰۱۳)، هنرمند تجسمی، پیش از این در تهران زندگی می‌کرد.
- سمیرا علیخانزاده (زاده ۱۹۷۶)، نقاش

## ف
- پرستو فروهر (زاده ۱۹۶۲)، هنرمند چیدمان ساکن آلمان است
- بیتا فیاضی (زاده ۱۹۶۲)، مجسمه‌ساز و هنرمند سرامیک

## ق
- مکرمه قنبری (۱۹۲۸–۲۰۰۵)، نقاش

## ک
- ژاله کاظمی (۲۰۰۳–۱۹۴۴)، نقاش

## م
- طالا مدنی (زاده ۱۹۸۱)، نقاش
- لیلی متین‌دفتری (۲۰۰۷ - ۱۹۳۷) هنرمند مدرنیست، آموزگار
- ماندانا مقدم (زاده ۱۹۶۲)، هنرمند تجسمی ایرانی-سوئدی
- نورین معتمد (زاده ۱۹۶۷)، نقاش
- نوریه مظفری (زاده ۱۹۶۰)، نقاش معاصر ایرانی-کانادایی
- اکرم منفرد آریا (زاده ۱۹۴۶)، نقاش، اما بیشتر به عنوان دومین خلبان زن ایران شناخته شده‌است.

## ن
- شیرین نشاط (زاده ۱۹۵۷)، هنرمند تجسمی ساکن نیویورک
- مینا نوری (زاده ۱۹۵۱)، نقاش
- گیتی نوین (زاده ۱۹۴۴)، نقاش فیگوراتیو ایرانی-کانادایی، طراح گرافیک

## ه
- ترانه همامی (متولد ۱۹۶۰)، هنرمند تجسمی مستقر در منطقه خلیج سان فرانسیسکو[۴]
- شیرازه هوشیاری (متولد ۱۹۵۵)، هنرمند نصب، مجسمه‌ساز